# منتخب التشيك لكرة الصالات
منتخب التشيك الوطني لكرة قدم الصالات هو ممثل التشيك الرسمي في المنافسات الدولية في كرة الصالات .